# Майк Біб
Майкл Дейл «Майк» Біб (англ. Mickey Dale «Mike» Beebe; нар. 28 грудня 1946, Амагон, Арканзас) — американський політик-демократ, губернатор Арканзасу (2007–2015).

## Біографія
Його мати була офіціанткою, він ніколи не зустрічався зі своїм батьком. Майк і його мати часто переїжджали, вони жили у Детройті, Сент-Луїсі, Чикаго, Х'юстоні і Аламогордо, перш ніж вони повернулися до Арканзасу.
Здобув ступінь бакалавра в Університеті штату Арканзас у 1968 році і закінчив Школу права Університету Арканзасу у 1972 році. Біб був резервістом армії США, протягом десяти років займався юридичною практикою.
Біб входив до Сенату штату Арканзас з 1982 по 2003. У 2002 році він був обраний генеральним прокурором Арканзасу, склав присягу у січні 2003.
Одружений, має трьох дітей і сімох онуків.